# ابن العم بونس
ابن العم بونس (بالفرنسية: Le Cousin Pons)‏ هو أحد آخر الأعمال الأربعة والتسعين ضمن سلسلة الكوميديا الإنسانية للكاتب الفرنسي أونوريه دي بلزاك، والتي نشرت بشكل رواية وقصة قصيرة. بدأت في عام 1846 بشكل رواية قصيرة، كان قد وضعت أنها جزء واحد من غلاف مشترك بعنوان الأقارب المساكين (بالفرنسية: Les Parents pauvres)‏ مع قصة أخرى هي ابنة العم بيت. وقد نشر الكتاب في الأصل بشكل مسلسل في جريدة لو كونستيتوسونيل.
زاد بلزاك من القصة في عام 1847 إلى رواية كاملة الطول ترتكز على قريب ذكر هو بونس كشخصية رئيسية، في حين يصف ابنة العم بيت الجانب الأنثوي من هذه العلاقة التبعية. وبهذا فالروايتان متماثلتان في الفكرة ولكنهما مختلفتان تماما. وكل رواية هي تكملة للأخرى، بحيث تشكلان جزأين من كل.
أعجب العديدون بالرواية ومنهم الناقد بول بورجيه، وهي تعتبر من بين أعظم رواياته.

## روابط خارجية
- ابن العم بونس على موقع الموسوعة البريطانية (الإنجليزية)